# Motocyklowe Grand Prix Portugalii
Motocyklowe Grand Prix Portugalii - eliminacja Mistrzostw Świata Motocyklowych Mistrzostw Świata rozgrywana w roku 1987 i od 2000. Wyścigi odbywały się na torach Jerez i Estoril.

## Lista zwycięzców
| Rok  | Data                    | 80 cm³         | 125 cm³         | Moto2            | MotoGP            |
| ---- | ----------------------- | -------------- | --------------- | ---------------- | ----------------- |
| 2023 | 25-27 marca 2023        |                | Daniel Holgado  | Pedro Acosta     | Francesco Bagnaia |
| 2022 | 22-24 kwietnia 2022     |                | Sergio García   | Joe Roberts      | Fabio Quartararo  |
| 2021 | 16-18 kwietnia 2021     |                | Pedro Acosta    | Raúl Fernández   | Fabio Quartararo  |
| 2020 | 20-22 listopada 2020    |                | Raúl Fernández  | Remy Gardner     | Miguel Oliveira   |
| 2011 | 29 kwietnia-1 maja 2011 |                | Nicolás Terol   | Stefan Bradl     | Daniel Pedrosa    |
| 2010 | 29-31 października 2010 |                | Marc Márquez    | Stefan Bradl     | Jorge Lorenzo     |
| Rok  | Data                    | 80 cm³         | 125 cm³         | 250 cm³          | MotoGP            |
| 2009 | 2-4 października 2009   |                | Pol Espargaró   | Marco Simoncelli | Jorge Lorenzo     |
| 2008 | 11-13 kwietnia 2008     |                | Simone Corsi    | Alvaro Bautista  | Jorge Lorenzo     |
| 2007 | 14-17 września 2008     |                | Héctor Faubel   | Alvaro Bautista  | Valentino Rossi   |
| 2006 | 13-15 października 2006 |                | Álvaro Bautista | Andrea Dovizioso | Toni Elías        |
| 2005 | 15-17 kwietnia 2005     |                | Mika Kallio     | Casey Stoner     | Alex Barros       |
| 2004 | 3-5 września 2004       |                | Héctor Barberá  | Toni Elías       | Valentino Rossi   |
| 2003 | 5-7 września 2003       |                | Pablo Nieto     | Toni Elías       | Valentino Rossi   |
| 2002 | 6-8 września 2002       |                | Arnaud Vincent  | Fonsi Nieto      | Valentino Rossi   |
| Rok  | Data                    | 80 cm³         | 125 cm³         | 250 cm³          | 500 cm³           |
| 2001 | 7-9 września 2001       |                | Manuel Poggiali | Daijiro Kato     | Valentino Rossi   |
| 2000 | 1-2 września 2000       |                | Emilio Alzamora | Daijiro Kato     | Garry McCoy       |
| Rok  | Data                    | 80 cm³         | 125 cm³         | 250 cm³          | 500 cm³           |
| 1987 | 11-13 września 1987     | Jorge Martínez | Paolo Casoli    | Anton Mang       | Eddie Lawson      |